# تپه سعیدآباد ۱
تپه سعید آباد ۱ مربوط به دوران‌های تاریخی پس از اسلام است و در شهرستان بوئین‌زهرا، بخش آوج، روستای سعید آباد واقع شده و این اثر در تاریخ ۱۲ بهمن ۱۳۸۱ با شمارهٔ ثبت ۷۴۵۴ به‌عنوان یکی از آثار ملی ایران به ثبت رسیده است.